# Yves Plateau
Pour les articles homonymes, voir Plateau.
Yves Plateau, né le 22 octobre 1956, est un dessinateur belge de bande dessinée, illustrateur, aquarelliste, habitant le Hainaut en Belgique. 

## Biographie
Yves Plateau naît le 22 octobre 1956. Il commence sa carrière en bande dessinée en réalisant en 2000 et 2001 quelques courts récits dans des collectifs. C'est en tant que coloriste de Rodolphe et Antonio Cossu pour la série Angie qu'il intègre les éditions Casterman en 2003, tout en développant divers projets personnels. Puis, l'année suivante, toujours chez le même éditeur, il rejoint l’équipe de Jacques Martin, pour la réalisation d’albums didactiques des Voyages d’Alix (Les Jeux Olympiques: paru en 2004, réédition revue en 2008). Dans la même veine, il inaugure une nouvelle collection relative au Moyen Âge — son époque de prédilection —, « Les Voyages de Jhen » dont le tome 1 paraît en 2005, où il réalise le dessin et la mise en couleur. Ensuite et dans la même collection, il réalise seul le premier opus d’une reconstitution de Paris au Moyen Âge, Paris tome 1 qui paraît en 2006 ainsi que le tome 2 en 2009. Suit un album consacré à l’histoire du Château du Haut-Koenigsbourg en Alsace. En 2008, il dessine sur un scénario de François Maingoval une biographie romancée de l’empereur romain Néron. Dans ce créneau historique, il publie successivement L'Abbaye de Villers sur l’abbaye cistercienne de Villers en 2010 et sur Le Mont Saint Michel en 2012. La même année, il dessine un one shot Le Crépuscule des guerriers scénarisé par J. Aiffvé dans la collection « Plein Vol » aux Éditions Idées+. 
En octobre 2015, il se voit décerner le prix Plume d'or avec Olivier Weinberg pour La Chute du Reich, le septième tome de la collection « Les Reportages de Lefranc » lors de la cérémonie du prix Saint-Michel. 
En 2019, il entame un diptyque La Fille de l’air sur le thème de l'aviation sur un scénario de Pascal Davoz dans la collection « Plein vol » aux Éditions Idées+ qu'il achève en 2022 avec No woman's land. Le troisième tome " La fée des Andes" est en cours de réalisation.
Parallèlement, Plateau participe à de nombreux collectifs, scénarisés par Éric Stoffel ou Franck Coste, ayant pour thème l'aviation dans la collection « Plein Vol » aux Éditions Idées+ depuis 2010.
Yves Plateau vit à Mons.

## Œuvres

### Albums de bande dessinée

#### comme coloriste
- Bye bye Soho[6], Travail & Culture, 2001
Scénario et dessin : Antonio Cossu - Couleurs : BenBK, Caroline Derselle et Yves Plateau -  (ISBN 2-930105-03-8)
- Angie - L’Ange blanc[7], Casterman, coll. « Ligne rouge », Bruxelles, 2005
Scénario : Rodolphe - Dessin : Antonio Cossu - Couleurs : Yves Plateau -  (ISBN 2-203-35656-1)

Les Voyages d'Alix
- 20. Les Jeux Olympiques[8], Casterman, Bruxelles, juin 2004
Scénario : Jacques Martin - Dessin : Cédric Hervan et Yves Plateau - Couleurs : quadrichromie -  (ISBN 2-203-32935-1)rééditions en 2008  (ISBN 9782203016132) et 2012  (ISBN 978-2-203-05193-5), avec visuels de couverture à chaque fois différents.
- 34. Aquae-Sextiae (Aix-en-Provence), Casterman, Bruxelles, 2 mai 2013
Scénario : Alex Evang - Dessin : Alex Evang et Yves Plateau - Couleurs : Jerôme Presti -  (ISBN 978-2-203-05770-8)

Les Voyages de Jhen (Casterman)
- 1. Les Baux de Provence, Casterman, Bruxelles, juin 2005
Scénario : Jacques Martin - Dessin : Benoit Fauviaux et Yves Plateau - Couleurs : B Fauviaux et Y Plateau -  (ISBN 2-203-32225-X),Réédition de 2008 avec visuel de couverture différent  (ISBN 978-2-203-01545-6). Réédition de 2015[9] en grand format  (ISBN 978-2-203-09559-5).
- 2. Paris (1)[10], Casterman, Bruxelles, janvier 2006
Scénario, dessin et couleurs : Yves Plateau -  (ISBN 2-203-32221-7)
- 4. Haut-Kœnigsbourg, Casterman, Bruxelles, novembre 2006
Scénario : Jacques Martin, Nicolas Mengus - Dessin et couleurs : Yves Plateau -  (ISBN 2-203-32222-5),Format normal.
- 9. Paris 2, ville fortifiée[11], Casterman, Bruxelles, 23 septembre 2009
Scénario, dessin et couleurs : Yves Plateau -  (ISBN 978-2-203-32224-0),Format normal.
- 10. L'Abbaye de Villers[12],[13], Casterman, Bruxelles, 16 février 2011
Scénario : Michel Dubuisson - Dessin et couleurs : Yves Plateau -  (ISBN 978-2-203-03186-9),Album publié à la suite d'une souscription ayant débuté en juin 2009. Album sorti en octobre 2010 uniquement pour les souscripteurs, parution ultérieure en 2011 pour les autres. Grand format.
- 13. Le Mont Saint Michel[2], Casterman, Bruxelles, 28 mars 2012
Scénario, dessin et couleurs : Yves Plateau -  (ISBN 978-2-203-01841-9),Grand format.
  1.     - Réédition Paris 1 et 2 en un volume avec une nouvelle maquette, 2013
- 17. Les Chemins de Compostelle[14], Casterman, Bruxelles, 13 juin 2018
Scénario : Arnaud de la Croix - Dessin et couleurs : Yves Plateau -  (ISBN 978-2-203-09035-4),Grand format.
- 18. Le Château de Malbrouck[15], Casterman, Bruxelles, 1 mai 2019
Scénario : Jean-François Patricola, Marc Houver - Dessin : Olivier Weinberg, Pierre Legein, Yves Plateau - Couleurs : Emmanuel Bonnet -  (ISBN 978-2-203-17254-8),Grand format.

Alix raconte
- 3. Néron, Casterman, Bruxelles, novembre 2008
Scénario : François Maingoval - Dessin : Yves Plateau - Couleurs : Jean Torton -  (ISBN 978-2-203-30605-9)

one shot
- Le Crépuscule des guerriers[3], Idées+, coll. « Plein Vol », Bezouce, octobre 2011
Scénario : J. Aiffvé - Dessin : Yves Plateau - Couleurs : Max Bayo -  (ISBN 978-2-916795-43-0)

#### La Fille de l'air
- 1. Croix-Comtesse[16], Idées+ coll. « Plein Vol », Bezouce, 14 juin 2019
Scénario : Pascal Davoz - Dessin : Yves Plateau - Couleurs : Max Bayo -  (ISBN 978-2-916795-90-4)
- 2. No woman's land[5], Idées+, coll. « Plein Vol », Bezouce, 15 avril 2022
Scénario : Pascal Davoz - Dessin : Yves Plateau - Couleurs : Max Bayo -  (ISBN 978-2-374-70034-2)

### Collectifs
- Le Lion de Flandre de Bob de Moor, avec Benn, Duveaux, Gust, Y. Plateau - 128p - Éditions Michel Deligne, coll. « Curiosity », Bruxelles, 1976
- Spécial M. Tillieux, Michel Deligne, Bruxelles, 1978
Scénario : Maurice Tillieux, Yves Plateau, Stéphane De Becker - Dessin : Maurice Tillieux, Yves Plateau, Stéphane De Becker - Couverture : Jacques Géron - Préface : Thierry Martens
- L'Horizon n'est pas l'Amer - Images d'ateliers - Oro Production Asbl, Mons, 1999  (ISBN 2-930105-02-X)
- Histoires de Pilotes
- 1. Les Premiers Brevets vol. 1, Idées+, coll. « Plein Vol », Bezouce, juin 2010
Scénario : Éric Stoffel - Dessin : collectif dont Yves Plateau - Couleurs : Michel Espinosa -  (ISBN 9782916795294)
- 2. Les Premiers Brevets vol. 2, Idées+, coll. « Plein Vol », Bezouce, décembre 2012
Scénario : Éric Stoffel, Serge Scotto - Dessin : collectif dont Yves Plateau - Couleurs : Yolanda Bayo, Antoine Kompf -  (ISBN 9782916795454)
- 3. Célestin Adolphe Pégoud, Idées+, coll. « Plein Vol », Bezouce, 1 septembre 2013
Scénario : Éric Stoffel, Franck Coste - Dessin : collectif dont Yves Plateau - Couleurs : Yolanda Bayo, Antoine Kompf -  (ISBN 978-2-916795-48-5)
- Aviation sans frontière - La voie des airs pour secourir la terre[17], Idées+, coll. « Plein Vol », Bezouce, mai 2011
Scénario : J. Aiffvé - Dessin : collectif dont Yves Plateau - Couleurs : Max Bayo -  (ISBN 978-2-916795-44-7) — Préface : Yann Arthus-Bertrand.

Pompiers du Ciel
- 1. Pélicans dans les flammes[18], Idées+, coll. « Plein Vol », Bezouce, 1 juillet 2012
Scénario : Éric Stoffel, Franck Coste, J. Aiffvé - Dessin : collectif dont Yves Plateau - Couleurs : Max Bayo -  (ISBN 9782916795423),Couverture de Yves Plateau, réédition en 2016 avec un visuel de couverture différent  (ISBN 9782916795867).

Patrouilles aériennes acrobatiques
- 1. Volume 1, Idées+, coll. « Plein Vol », Bezouce, juin 2011
Scénario : Franck Coste - Dessin : Frédéric Allali, Marcel Uderzo, Éric Stoffel, Gil Formosa, Yves Plateau et Antoine Kompf - Couleurs : Max Bayo -  (ISBN 978-2-916795-31-7)
- 2. Volume 1 et 2, Idées+, coll. « Plein Vol », Bezouce, 20 avril 2012
Scénario : Franck Coste - Dessin : collectif dont Yves Plateau - Couleurs : Max Bayo -  (ISBN 978-2-916795-51-5),Couverture de Yves Plateau
- 3. Volume 3, Idées+, coll. « Plein Vol », Bezouce, 1 mai 2014
Scénario : Franck Coste, Éric Stoffel - Dessin : collectif dont Yves Plateau - Couleurs : Max Bayo -  (ISBN 978-2-916795-72-0),Couverture de Yves Plateau
- Patrouilles aériennes acrobatiques Intégrale, Idées+, coll. « Plein Vol », Bezouce, 26 septembre 2019
Scénario : Franck Coste, Éric Stoffel - Dessin : collectif dont Yves Plateau - Couleurs : Max Bayo -  (ISBN 978-2-374-70005-2)

Patrouille de France
- 1. L'Épopée[19], Idées+, coll. « Plein Vol », Bezouce, mai 2013
Scénario : Franck Coste, Éric Stoffel - Dessin : collectif dont Yves Plateau - Couleurs : Max Bayo -  (ISBN 978-2-916795-52-2)

Histoires de patrouille de France
- 1. Le Jour d'avant..., Idées+, coll. « Plein Vol », Bezouce, 1 mai 2015
Scénario : Franck Coste, Éric Stoffel - Dessin : collectif dont Yves Plateau - Couleurs : Max Bayo -  (ISBN 978-2-916795-73-7)
- 2. Tome 2, Idées+, coll. « Plein Vol », Bezouce, 10 mai 2016
Scénario : Franck Coste, Éric Stoffel, Stéphane Azou - Dessin : collectif dont Yves Plateau - Couleurs : Max Bayo -  (ISBN 978-2-916795-88-1)

Vieux Tacots (automobiles)
- 2. La Coccinelle et le Combi VW !, Idées+, coll. « Vieux tacots », Bezouce, 1 avril 2014
Scénario : Franck Coste - Dessin : collectif dont Yves Plateau - Couleurs : Max Bayo -  (ISBN 978-2-916795-53-9),Format à l'italienne.

Spa-Francorchamps
- Spa-Francorchamps[20], Point Image, Bruxelles, août 2021
Scénario : collectif - Dessin : collectif dont Yves Plateau -  (ISBN 2-930460-44-X),Format à l'italienne.

### Documentaires
- Les Reportages de Lefranc Editions Casterman
- 6. La Bataille des Ardennes[21], Casterman, coll. « Les reportages de Lefranc », Bruxelles, 8 octobre 2014
Scénario : Isabelle Bournier - Dessin : de Olivier Weinberg (participation crayonnés) - Couleurs : Bruno Wesel -  (ISBN 9782203058224),Grand format.
- 7. La Chute du Reich[22],[9], Casterman, coll. « Les reportages de Lefranc », Bruxelles, 29 avril 2015
Scénario : Isabelle Bournier - Dessin : avec Olivier Weinberg - Couleurs : Bruno Wesel -  (ISBN 978-2-203-09036-1),Grand format.
- 8. La Guerre du Pacifique[23], Casterman, coll. « Les reportages de Lefranc », Bruxelles, 30 novembre 2016
Scénario : Isabelle Bournier - Dessin : avec Olivier Weinberg - Couleurs : Bruno Wesel -  (ISBN 9782203120198),Grand format.
- 9. Dunkerque 1940 , mai 2025 - coll. Les Reportages de Lefranc. Dessin : avec Olivier Weinberg. Couleurs : Emmanuel Bonnet.

## Prix et distinctions
- 2006 :  prix Avenir décerné par la Chambre belge des experts en bande dessinée, pour Les Baux de Provence[24],[25] ;
- 2015 :  prix Plume d'or avec Olivier Weinberg pour La Chute du Reich lors de la cérémonie du Prix Saint-Michel[4].

#### Livres
: document utilisé comme source pour la rédaction de cet article.
- Philippe Mellot, Michel Denni, Laurent Turpin et Isabelle Morzadec, Trésors de la bande dessinée : BDM 2022-2023 - Catalogue encyclopédique et Argus, Paris, Les Arènes, novembre 2022, 1677 p., ill. ; 23 cm (ISBN 9791037507280, OCLC 1351462460, présentation en ligne), p. 344, 494, 669, 732. .

#### Articles
- Laure Pelé, « Une BD reconstitue le Paris du XVe siècle », Le Parisien,‎ 25 février 2006 (lire en ligne, consulté le 13 janvier 2023).
- Carole Lefrançois, « Paris vaut bien une fresque. Les Voyages de Jhen, Paris. Yves Plateau. », Télérama, no 2933,‎ 1er avril 2006
- Vincent Fifi, « Villers-la-Ville Une foule d'animations le lundi de Pâques. La BD servira de fil rouge », Le Soir,‎ 8 avril 2009.
- Vincent Fifi, « Bande dessinée : Un « Voyage de Jhen » passe par Villers-la-Ville. Une abbaye de pierre et de papier », Le Soir,‎ 22 octobre 2010
- J Danielides, « quand l'archéologie rencontre la BD Sur les traces d'Alix dans la ville d'Aix au premier siècle après J.C. », La Provence,‎ 23 mars 2012.
- Julien Danielides, « De l'archéologie à la bande dessinée avec Alex Evang », La Provence,‎ 15 avril 2013.